# Gonzalo Torrente Malvido
Gonzalo Torrente Malvido (Ferrol, Corunya, 4 d'abril de 1935 - Madrid, 26 de desembre de 2011) va ser un escriptor, traductor i guionista cinematogràfic espanyol.

## Biografia
Era el segon fill, i el major entre els nois, del destacat escriptor Gonzalo Torrente Ballester i de la seva primera esposa, Josefina Malvido Lorenzo, i oncle del també escriptor Marcos Giralt Torrente.
En la seva infància va arribar a conèixer a Álvaro Cunqueiro. Es va llicenciar en Filologia hispànica i va seguir una vida bohèmia d'escriptor maleït, dissolut i faldiller i, enemic del divisme, va sostenir algunes polèmiques sonades amb Francisco Umbral i Arturo Pérez Reverte. Va freqüentar les tertúlies del Café Gijón i el pub Bukowski i va ser molt amic de Fernando Sánchez Dragó i, a Cadis, on anava sovint, de Camarón de la Isla.
Se li deuen La muerte dormida (1963) i La raya (Premi Café Gijón 1963). Tiempo Provisional va ser Premi Sèsam 1968, però no va poder recollir-lo ja que era a presó per un delicte comú (ús públic de nom suposat o suplantació de personalitat). Va conrear especialment la novel·la negra o policíaca, al fet que era molt aficionat, ja que va traduir del francès gairebé tot el cicle del comissari Maigret de Georges Simenon; en aquest gènere destaquen Introducción al crimen de la Herradura (1985) i Teorema del mal (1986). Altres obres seves són Cuentos de la mala vida (1980) i la recopilació de les seves narracions Doce cuentos ejemplares (1996), publicada després de llarg silenci narratiu, entre moltes altres obres. Va traduir a més diversos llibres d'història universal i va ser finalista del Premi Nadal en 1960 amb Hombres varados, visió realista de la joventut espanyola de postguerra estragada sobre un fons de platja mediterrània. En 1991 va rebre ex aequo amb Joan Potau el premi Goya al millor guió adaptat per El rey pasmado, pel·lícula dirigida per Imanol Uribe i inspirada en la novel·la homònima del seu pare Gonzalo Torrente Ballester Crónica del rey pasmado. Gran coneixedor de l'obra paterna, que va inspirar la seva, va escriure així mateix la biografia Torrent Ballester, mi padre (1990). En els seus últims anys es va dedicar a oferir recitals de poesia en directe en locals madrilenys com el cafè-bar literari Bukowski Club.

## Obra literària

### Ficció

#### Novel·la
- Hombres varados (Barcelona: Destino, 1960), finalista del Premi Nadal
- La Raya (Madrid, Ediciones Aula, 1963), Premi Café Gijón
- La balada de Juan Campos (Barcelona: Luis de Caralt, 1963)
- Tiempo provisional (Madrid: Alfaguara, 1968), Premi Sésamo 1969
- Sonata en muerte menor (Madrid: Penthalón, 1981)
- Introducción al crimen de la herradura (Madrid: Albia, 1985)
- Teorema del mal (Madrid: Ediciones Libertarias, 1986)

#### Cuento
- La muerte dormida y otras narraciones (Barcelona: Luis de Caralt, 1963)
- Cuentos de mala vida (Barcelona: La Gaya Ciencia, 1980)
- Cuentos recuperados de la papelera (Madrid: Libertarias-Prodhufi, 1986)
- Doce cuentos ejemplares (Madrid: Alfaguara, 1996), narració de trobades anb Camarón de la Isla i Rancapino[4]
- Puro cuento, Madrid: Amargord, 2005

### No ficció
- Apéndices a Baroja y su mundo: breve censo de personajes (Madrid: Imp. Benzal, 1962)
- Torrente Ballester, mi padre. La saga/fuga de Gonzalo Torrente Ballester (Madrid: Temas de Hoy, 1990)
- Escenas amatorias (Madrid: Temas de Hoy, 1992), selección, prólogo y derrotero erótico en la obra de Gonzalo Torrente Ballester